# Seaford
Pour les articles homonymes, voir Seaford (homonymie).
Seaford est une ville de la côte sud de l'Angleterre. Elle est située entre Brighton à l'ouest et Eastbourne à l'est, dans le comté du Sussex de l'Est. Elle a une population de 22 000 habitants.

## Histoire
Entre les années 1000 et 1500, Seaford était l'un des principaux ports d'Angleterre et faisait partie des Cinq-Ports. Mais son port a été comblé par sédimentation et les pirates français ont détruit la ville plusieurs fois.
La situation financière des habitants s'est améliorée après 1864 grâce à l'ouverture de la gare. Seaford est devenue un lieu de villégiature pour des vacanciers de Londres et du sud de l'Angleterre.

## Géographie

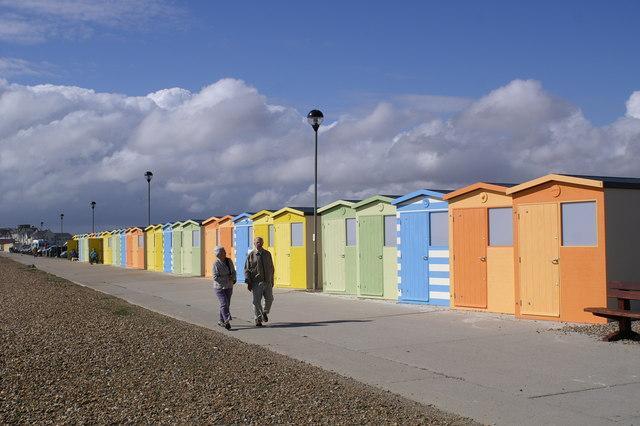
Cabines de plage à Seaford.

La ville est située à l'emplacement d'une avancée de la mer qui a été comblée par des sédiments. Elle est entourée de collines de craie. Les célèbres falaises des Seven Sisters se trouvent sur la côte, à l'est de la ville.
Avant 1920, la ville possédait une superbe plage. Mais le dragage de l'entrée du port de Newhaven a fait rétrécir la plage de Seaford. En effet ce dragage a empêché l'arrivée de nouveaux apports en sable jusqu'à la plage. Vers 1980 la plage de Seaford avait entièrement disparu. En 1987, plus d'un million de tonnes de sable fut prélevé dans des bancs de la Manche et répandu sur la plage de Seaford. Depuis 1988, la ville a à nouveau une plage.
Sur le site web promotionnel de Seaford on peut lire :
« Pour beaucoup, l'attraction principale de Seaford est la plage. Celle-ci a un attrait évident en été, quand la mer atteint des températures jusqu'à 20 degrés Celsius. »
C'est vrai, mais beaucoup de visiteurs ne se rendent pas compte que la plage est artificielle.

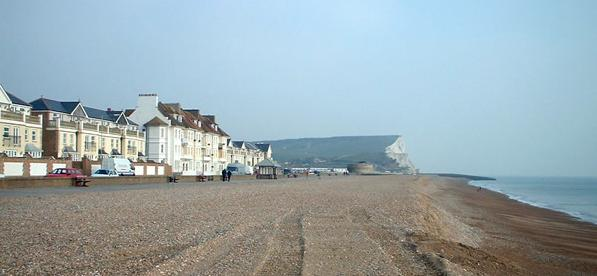
La plage de Seaford avec les South Downs dans le fond.

## Administration
Entre 1894 et 1974, Seaford a été administrée par un Conseil appelé le District Council de Seaford Urban. Les membres de ce conseil étaient élus par les résidents de Seaford. En 1974, le conseil de Seaford a été supprimé. Entre 1974 et 1999, Seaford a été administrée par la ville voisine de Lewes. Cette perte d'indépendance déplut aux habitants, et en 1999 la ville de Seaford récupéra son conseil.
Le Conseil de Ville de Seaford est composé de 20 conseillers élus. La ville est subdivisée en 5 zones, qui élisent chacune 4 conseillers.

## Jumelage
- Bönningstedt (Allemagne) depuis le 20 mai 1984[5]

## Économie
Seaford est une petite ville éloignée des routes principales et des grandes lignes ferroviaires. Elle ne possède aucun équipement industriel. Une bonne partie de sa population se compose de retraités.
Les écoles privées étaient les principaux employeurs de Seaford jusqu'en 1960. Il y a toujours plusieurs écoles privées dans la ville, dont Newlands, Ladycross, école catholique fréquentée par quelques familles françaises, et Saint Peters.
Aujourd'hui les principaux employeurs sont des hôtels, des maisons d'hôtes, des bars, des restaurants, des magasins et des écoles. La ville attire de nombreux vacanciers et visiteurs. Cependant ceux-ci viennent principalement du sud de l'Angleterre et peu d'entre eux viennent de l'étranger.

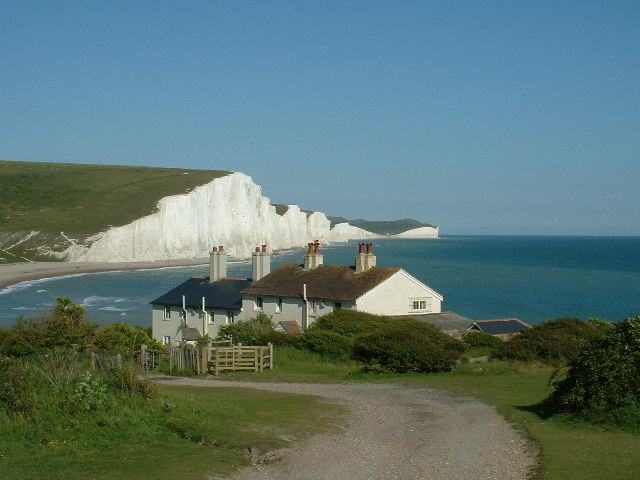
Les « Seven Sisters » (sept sœurs) près de Seaford.